# Catigbian
Catigbian est une municipalité de la province de Bohol, aux Philippines.